# Шагулашвили, Серги Нугзарович
Серги Нугзарович Шагулашвили (род. 27 августа 1971 года, Тбилиси, ГрССР, СССР) — российский художник, академик Российской академии художеств (2013).

## Биография
Родился 27 августа 1971 года в Тбилиси Грузинской ССР.
В 1998 году — окончил Тбилисский государственный университет по специальности «экономика и управление».
В 2011 году — избран членом-корреспондентом, в 2013 году — академиком Российской академии художеств от Отделения дизайна.
Управляющий художественной экспертизой Московского Музея Современного Искусства, член Координационного Совета Фонда имени преподобного Андрея Рублева.

## Награды
- Медаль «За заслуги перед Академией» (2013)